# Teatro romano di Teramo
Il Teatro romano di Teramo è situato nel centro storico della città abruzzese, tra via Teatro Antico e via Luigi Paris, nelle vicinanze del Duomo e a pochi metri dall'Anfiteatro romano di Teramo.
Il complesso architettonico trovò la sua ubicazione nella porzione del tessuto urbano occidentale dell'antica Interamnia. L'impianto cittadino dell'epoca era, probabilmente, diviso in due settori che si distinguevano tra la parte orientale, di maggiore vetustà, corrispondente alla zona dell'attuale piazza Ercole Vincenzo Orsini, e la parte occidentale dove giungeva il diverticolo d'ingresso della via Caecilia e dove furono costruiti gli edifici pubblici del Teatro e dell'Anfiteatro a cui si ritiene fossero affiancati anche un odeon e un tempio di Priapo.
Il sito si mostra nelle migliori condizioni di conservazione delle strutture di epoca romana coeve, sia esistenti nella città, sia se paragonato agli altri impianti presenti del territorio della Regio IV Samnium e della Regio V Picenum, sebbene, nel periodo medioevale, fu utilizzato come cava di materiale lapideo per la costruzione di edifici vicini, in particolare della cattedrale.
L'epoca di costruzione del Teatro teramano fu contemporanea a quella di altri edifici simili eretti in città limitrofe come: Amiternum, Peltuinum, Hatria ed Asculum.

## Storia

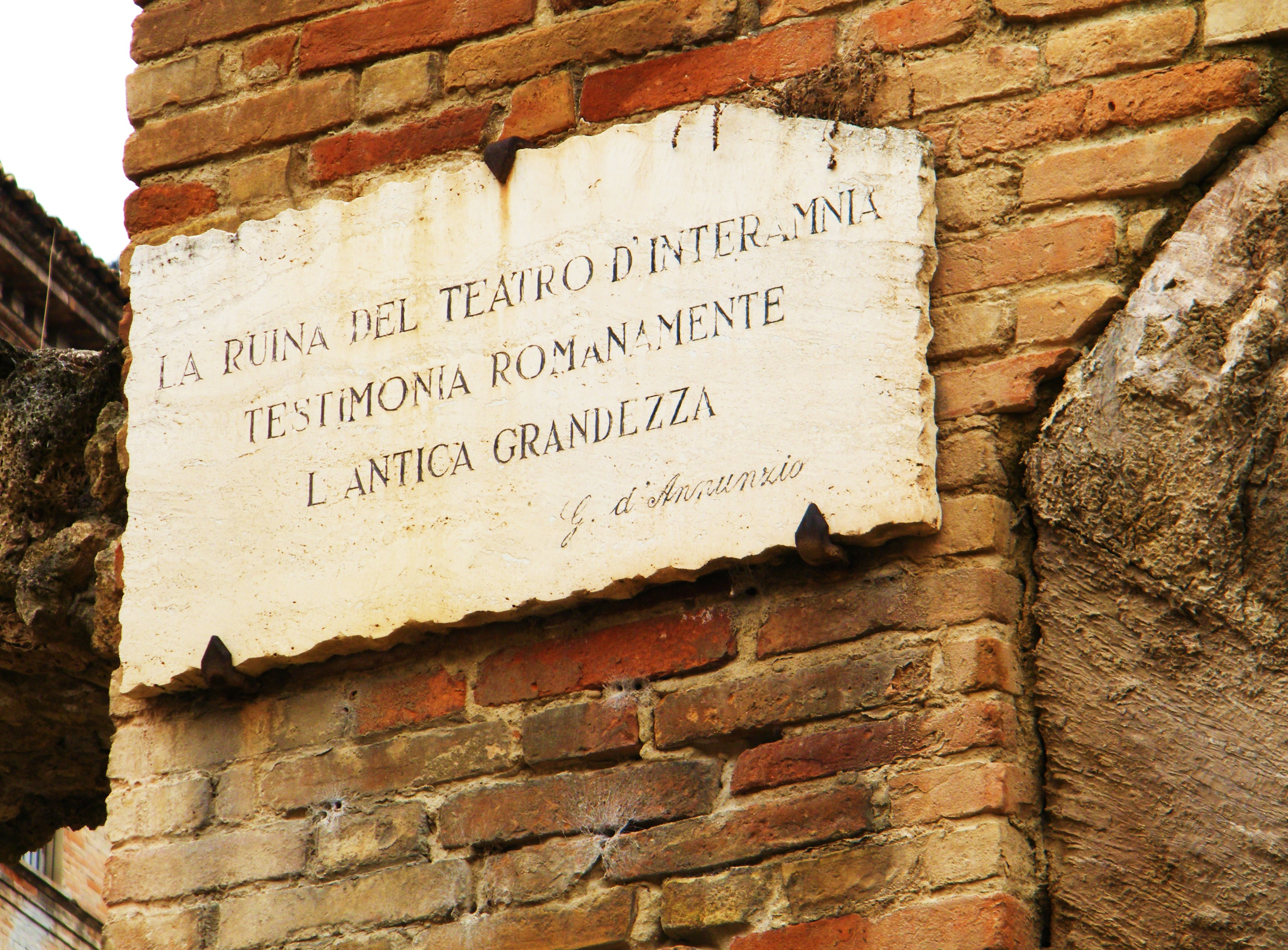
Epigrafe che riporta incise le parole dedicate da Gabriele D'Annunzio al Teatro romano di Teramo

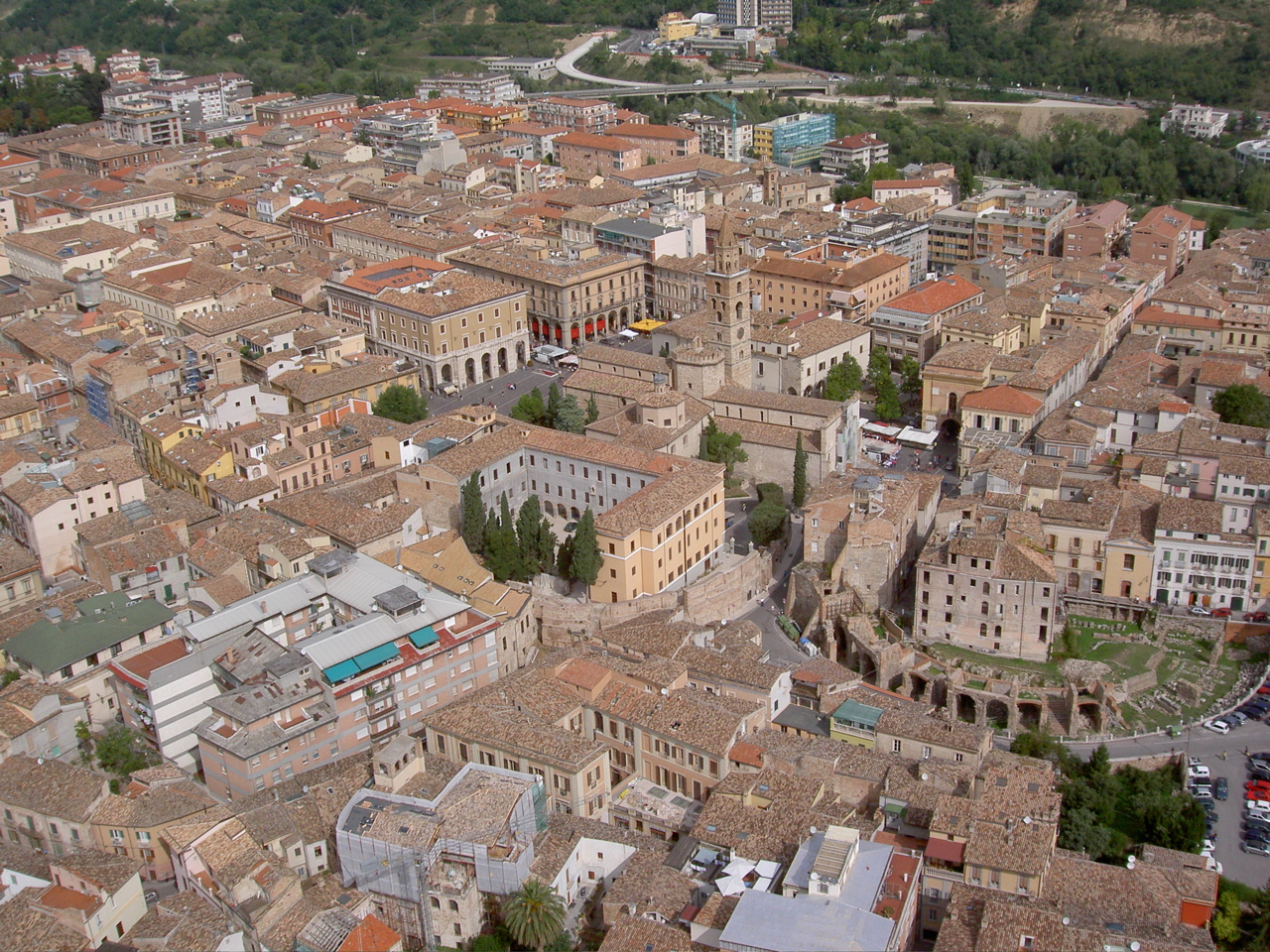
Teramo - I siti del Teatro romano e dell'Anfiteatro visti dall'alto nel 2008: a destra la porzione di Teatro riportata alla luce con all'interno i palazzi Adamoli (a destra) e Salvoni (a sinistra), al centro in secondo piano il Duomo di Teramo, davanti al quale è visibile il seminario eretto all'interno dell'Anfiteatro.

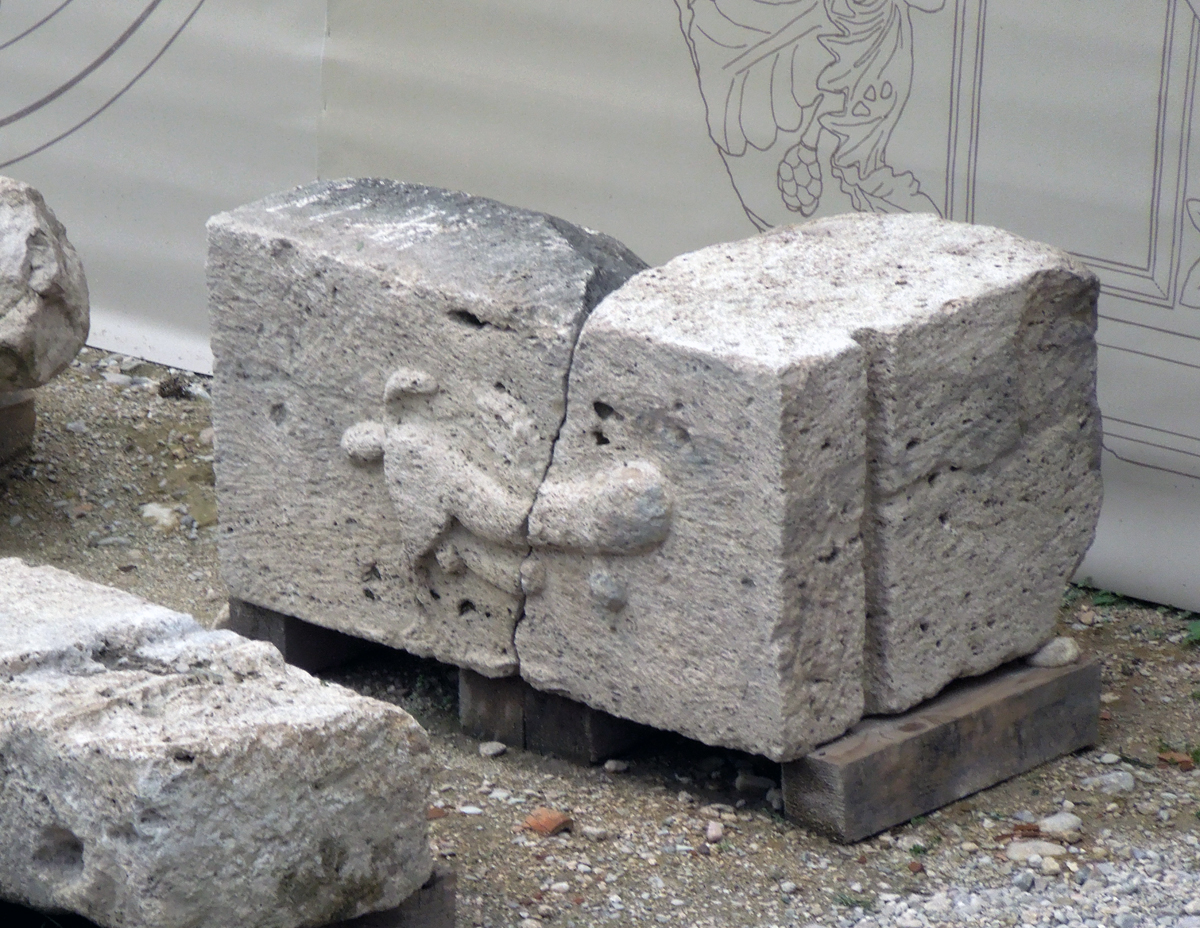
Reperto in travertino, rinvenuto nel sito del Teatro nell'anno 2013, recante un bassorilievo (cm. 120 X 70), che rappresenta un fallo alato. Attualmente conservato presso il Museo archeologico Francesco Savini di Teramo

Edificato in età augustea, presentava nell'alzato del palcoscenico ricche decorazioni realizzate nel 30 a.C., disposte in nicchie alternate di forma rettangolare e semicircolare. 
Il monumento fu innalzato nel settore occidentale della città, molto probabilmente all’interno delle mura, e fu collocato nel punto d’ingresso alla città a livello del diverticulum (estroflessione) della via Caecilia che collegava Interamnia Praetuttiorum a Roma.
Nel Museo Archeologico di Teramo è esposta una statua femminile acefala in marmo greco, rinvenuta nel 1942, facente probabilmente parte di un ciclo statuario dinastico concepito sotto il governo di Augusto il quale fu poi ampliato e implementato probabilmente sotto il governo dell’imperatore Claudio e di cui oltre ad essa sono giunte a noi due iscrizioni che menzionano i figli adottivi di Augusto morti prematuramente Lucio Cesare e Gaio Cesare.
Nel medioevo il Teatro subì la stessa sorte di numerose altre opere monumentali romane tra cui anche il vicino Anfiteatro, ovvero fu utilizzato come cava di materiale per la costruzione di vari edifici limitrofi, in particolare per quella del Duomo di Teramo edificato nel XII secolo nell'area nord-occidentale adiacente al sito archeologico del Teatro. Nella parete nord-orientale esterna del Duomo e in alcune parti interne si possono pertanto tuttora osservare alcune pietre scolpite che furono asportate dalle costruzioni romane.

### Il recupero dell'area archeologica

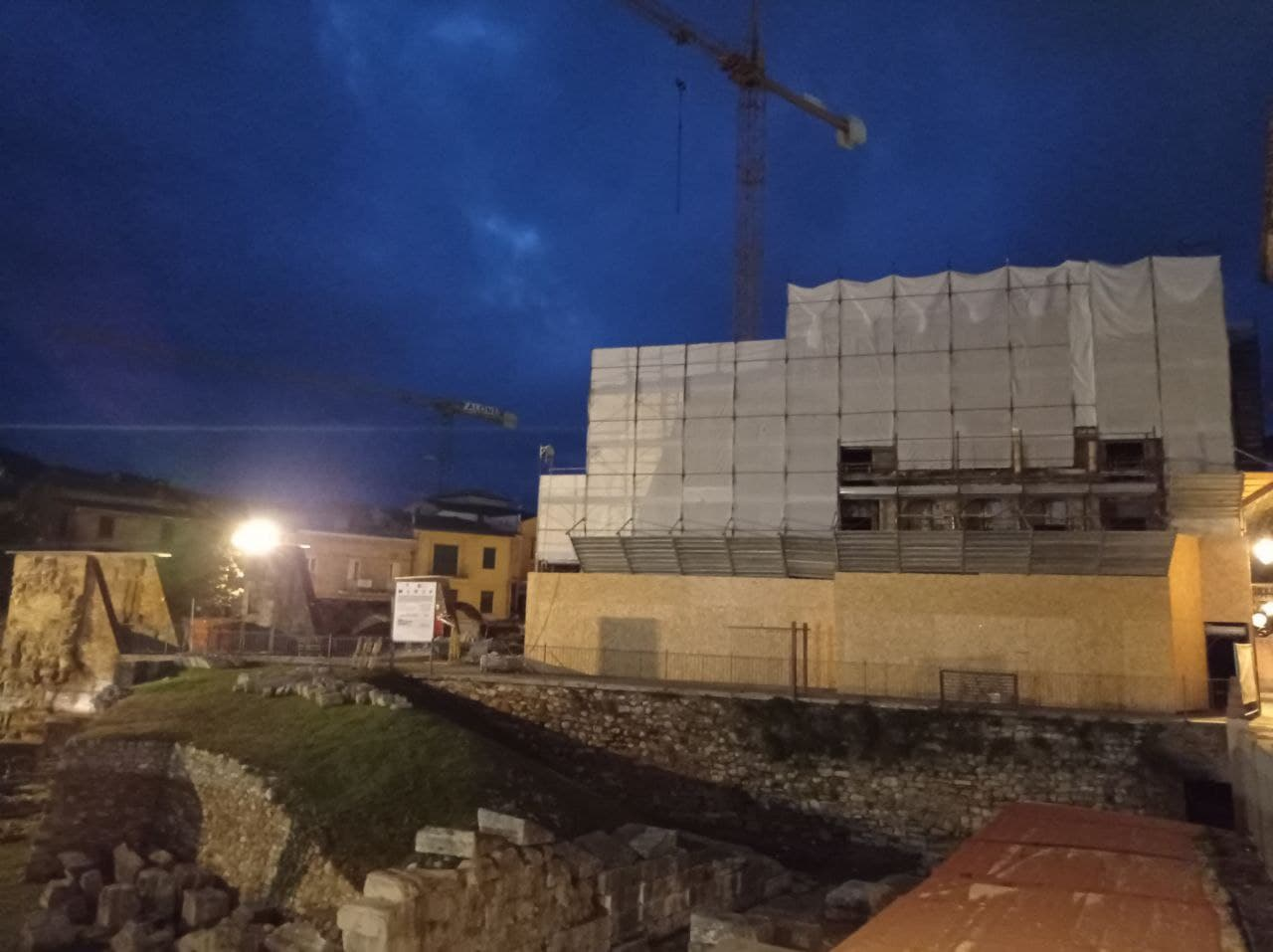
Demolizione di Palazzo Adamoli nel gennaio 2022, veduta sud-est.

Gli scavi nel centro storico di Teramo per il recupero del Teatro romano sono stati oggetto di lunghe vicissitudini. Per molto tempo il palcoscenico rimase nascosto dalla zona urbana sovrastante, comprendente tra gli altri i palazzi Adamoli e Salvoni edificati alla fine dell'Ottocento.
Fu lo storico e archeologo teramano Francesco Savini a scoprire, nel corso del XX secolo, che sotto quell'area urbana c’era il Teatro nella sua interezza. Inizialmente l’archeologo pensava di indagare i resti dell’Anfiteatro ma successivamente la scoperta di elementi della scena e dell’orchestra costituirono per lui la prova che l’edificio in corso di esplorazione era un Teatro romano. Egli condusse quattro campagne di scavo partendo inizialmente da progetti a proprie spese. In seguito presentò un progetto presso l'Accademia dei Lincei e nel 1915 ricevette finanziamenti dalla Soprintendenza per le antichità di Marche, Abruzzo e Dalmazia, ma la prima guerra mondiale interruppe bruscamente i lavori che furono eseguiti solo in minor parte dopo il termine di essa.
Nel 1934 il podestà Giovanni Lucangeli avviò la demolizione di alcuni degli edifici sorti su parte del Teatro romano, il cui isolamento e recupero era stato progettato dagli ingegneri Sigismondo Montani e Andrea Cardellini. 
Nel corso dei lavori si arrivò a distinguere il Teatro romano dal limitrofo Anfiteatro che nel Cinquecento, prima della demolizione delle strutture interne avvenuta nel XVIII secolo per fare posto al seminario vescovile aprutino, fu descritto dal vescovo di Teramo Giulio Ricci.
Il ministro dell'Educazione Nazionale Giuseppe Bottai si recò a Teramo nel 1937 per un sopralluogo al Teatro e alle prime emergenze dell'Anfiteatro, prendendo la decisione di finanziare il recupero di entrambi i reperti romani. La demolizione fu interrotta nuovamente a causa della guerra e i finanziamenti andarono perduti.
Da questo momento in avanti, all’incuria si aggiunsero anche controversie giudiziarie. Nel 1999, l’allora ministro dei beni culturali Giovanna Melandri stanziò 900 milioni di lire per l’acquisto, in vista dell’abbattimento, di palazzo Adamoli. La Soprintendenza tuttavia non esercitò il diritto di prelazione e, in seguito a numerosi atti di vendita tra società private, il palazzo fu infine acquistato dalla Regione Abruzzo per un milione e duecentocinquantamila euro, circa tre volte il prezzo fissato inizialmente dal ministero.
Dal 2007 sono in corso i lavori per la demolizione che porteranno alla luce un'ulteriore porzione del monumento. Il cantiere tuttavia rimane inconcluso e palazzo Adamoli, a seguito del terremoto dell'Aquila del 2009, è oggetto di un ulteriore consolidamento delle strutture. Numerose furono inoltre le controversie riguardanti ulteriori atti di speculazione sui due palazzi da abbattere.
Fino al 2021 era stato pertanto riportato alla luce solo il tratto orientale del palcoscenico mentre una larga parte dell’orchestra e della cavea rimanevano obliterate dalle costruzioni sovrastanti.
Nel dicembre 2021 è stato avviato il cantiere per la realizzare infine la demolizione dei due palazzi, per la "rifunzionalizzazione" del Teatro e per la riqualificazione dell’area circostante. I due palazzi sono quindi oggetto di smontaggio piano per piano per evitare danni alle strutture sottostanti. Nel settembre 2024 sono approvati lavori per 19 milioni di euro con l'obiettivo di rendere operativa la struttura nel 2027.

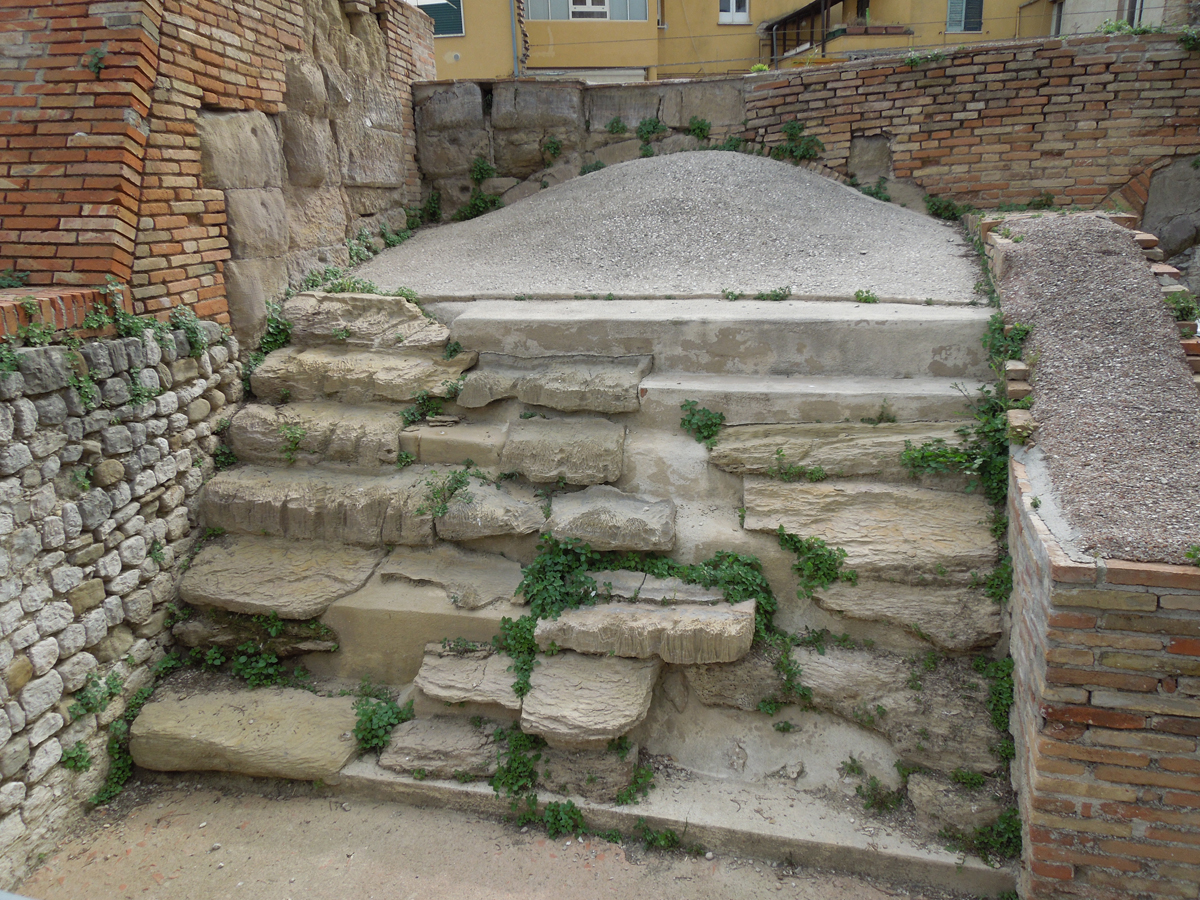
Resti interni
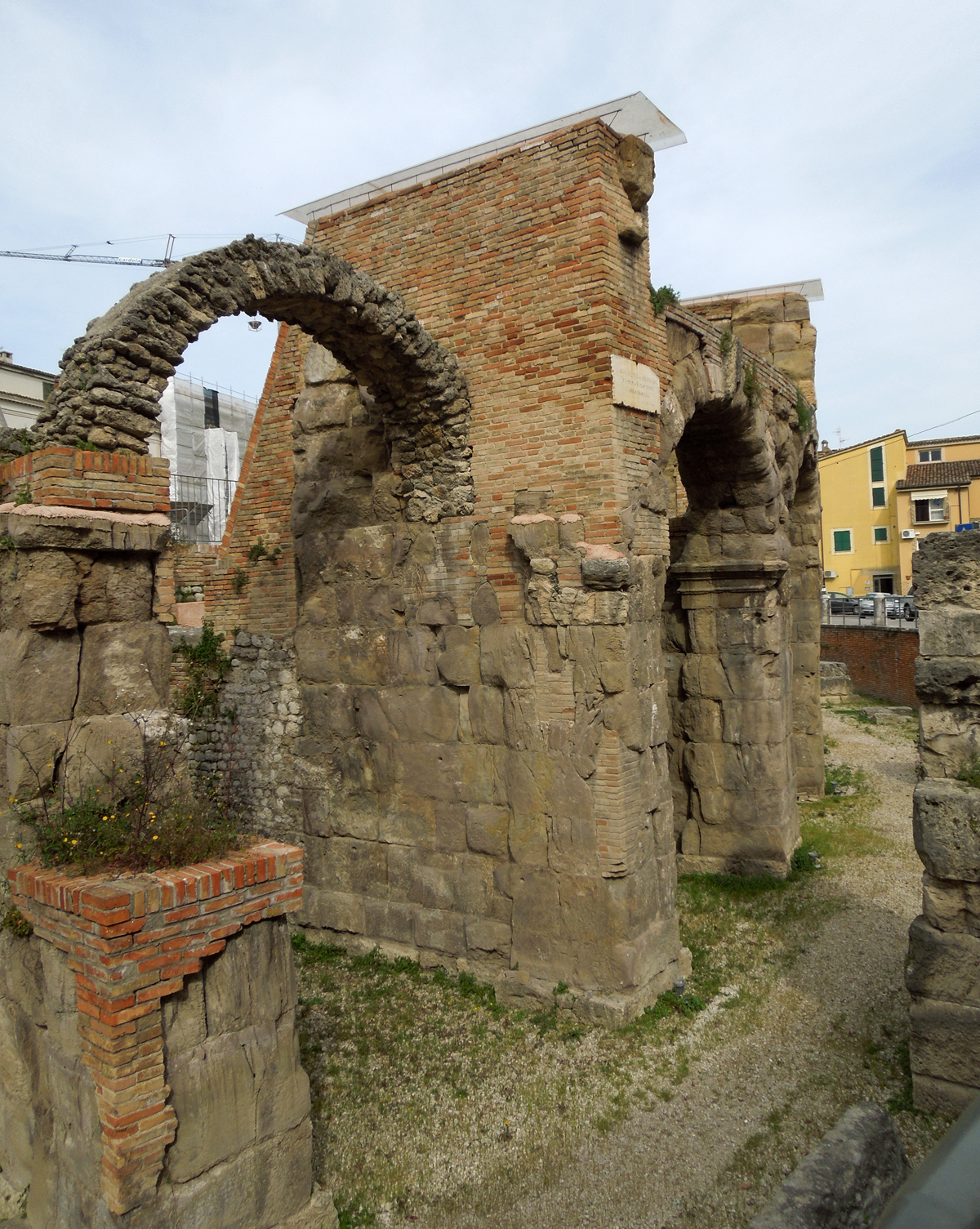
Particolare dei pilastri in opera quadrata
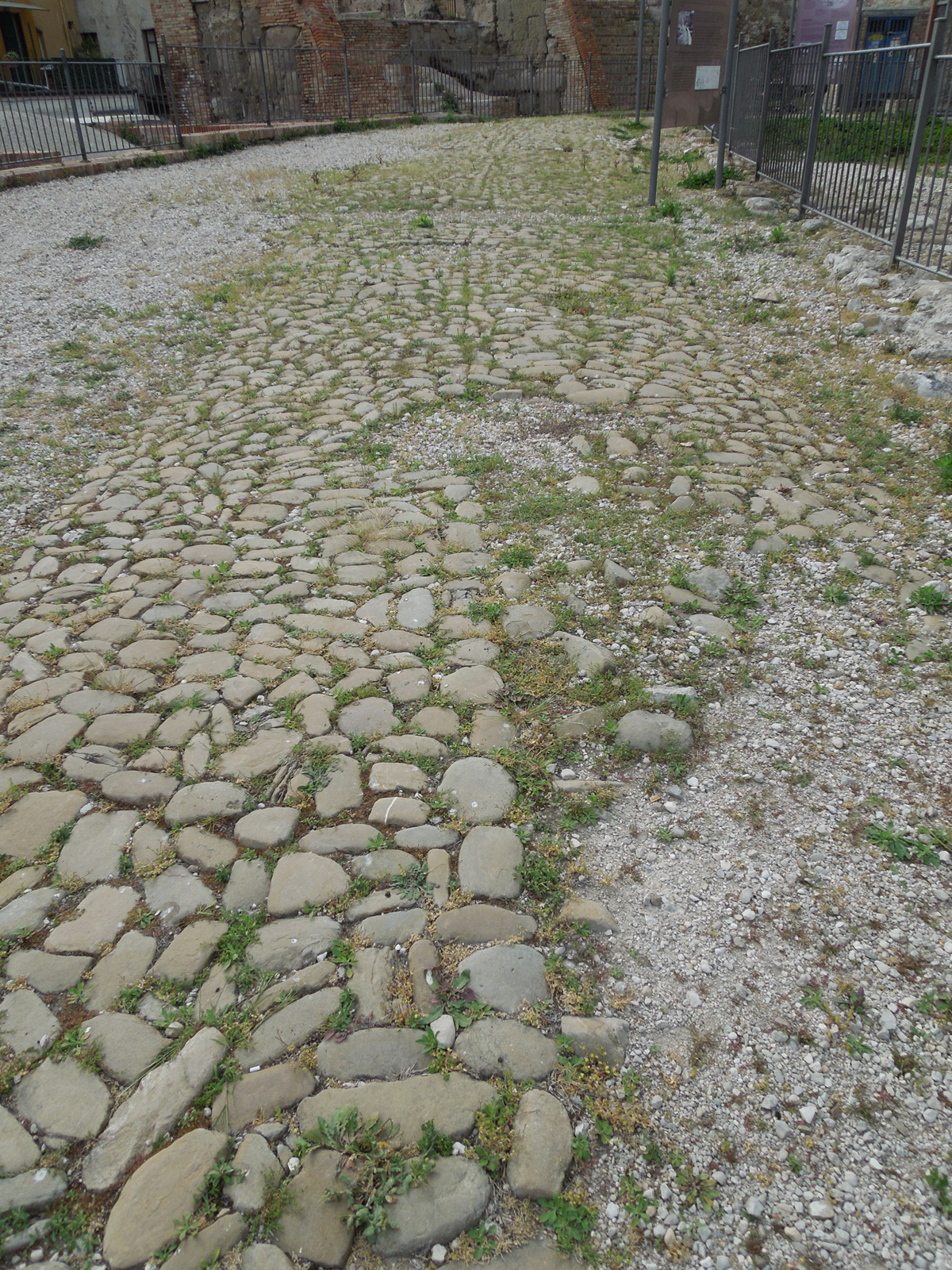
Resti del piano di calpestio interno
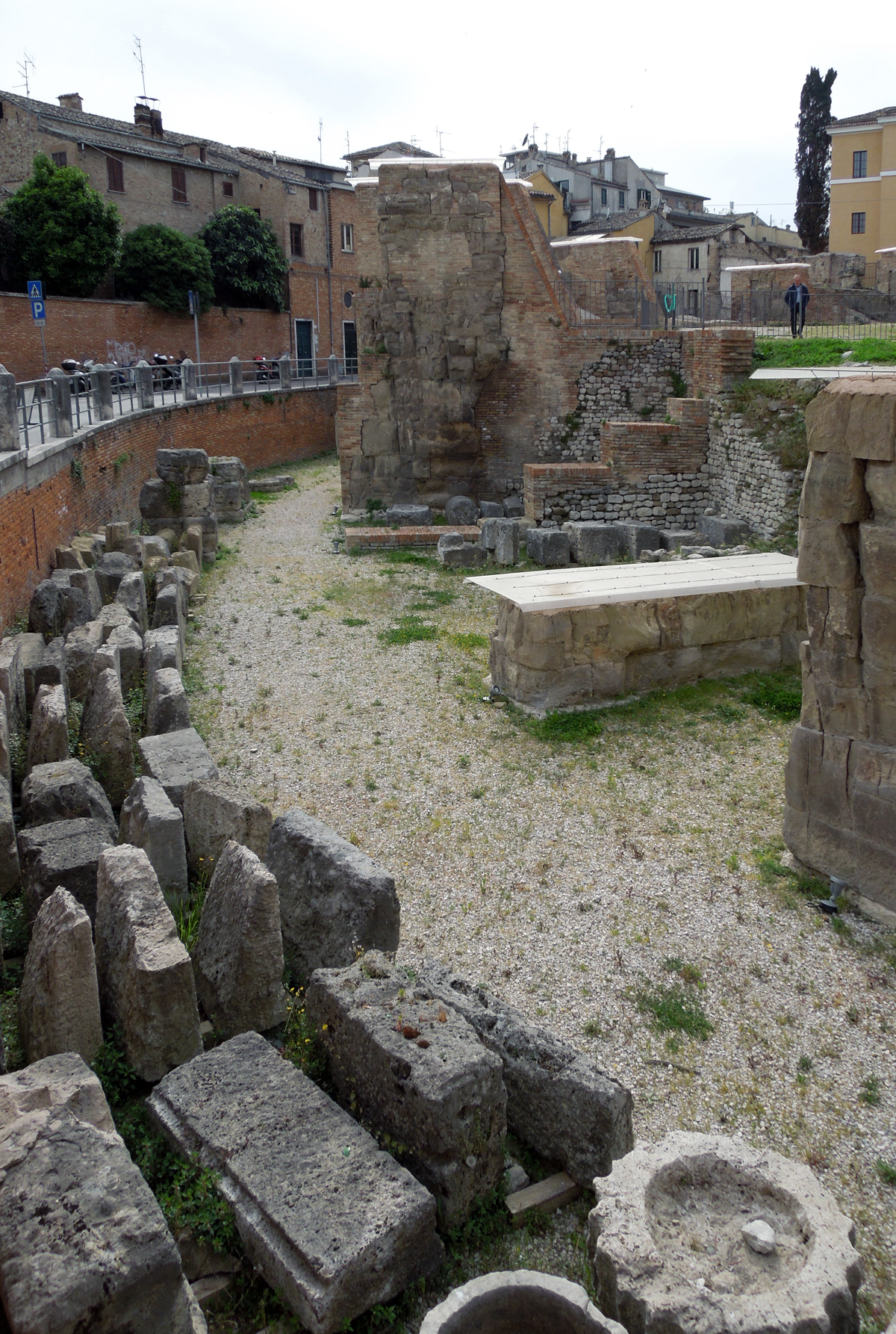
Corridoio perimetrale
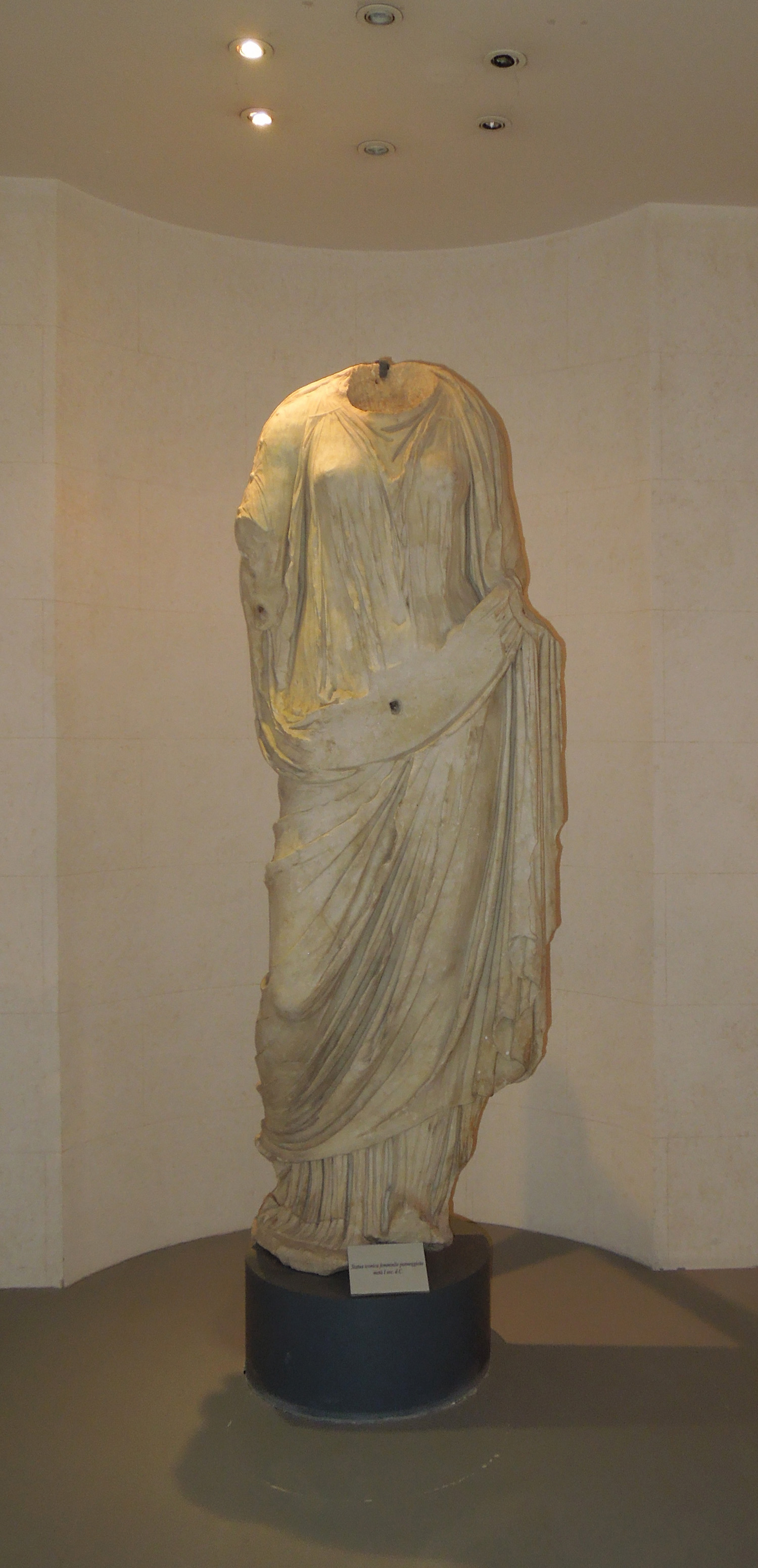
Musa acefala conservata presso il Museo Savini di Teramo

## Architettura
I resti del complesso architettonico si trovano fra i 2,50 -3,00 metri al di sotto dell'attuale livello stradale e mostrano che la struttura originale poteva ospitare circa tremila spettatori sulle gradinate di forma semicircolare, la cavea, del diametro di 78 metri.
La struttura interna si articolava in 21 settori radiali a cuneo dei quali si intuiscono le forme.
Il perimetro della facciata esterna era, probabilmente, costituito da due ordini sovrapposti di arcate, poggianti su pilastri in opera quadrata, disposte in successione. Ne rimangono visibili solo due del piano inferiore. Le volte che sorreggevano la cavea erano realizzate in opera cementizia.
Rimangono anche quattordici gradini in travertino che facevano parte di una delle gradinate che, attraverso i vomitoria permettevano l'uscita degli spettatori.

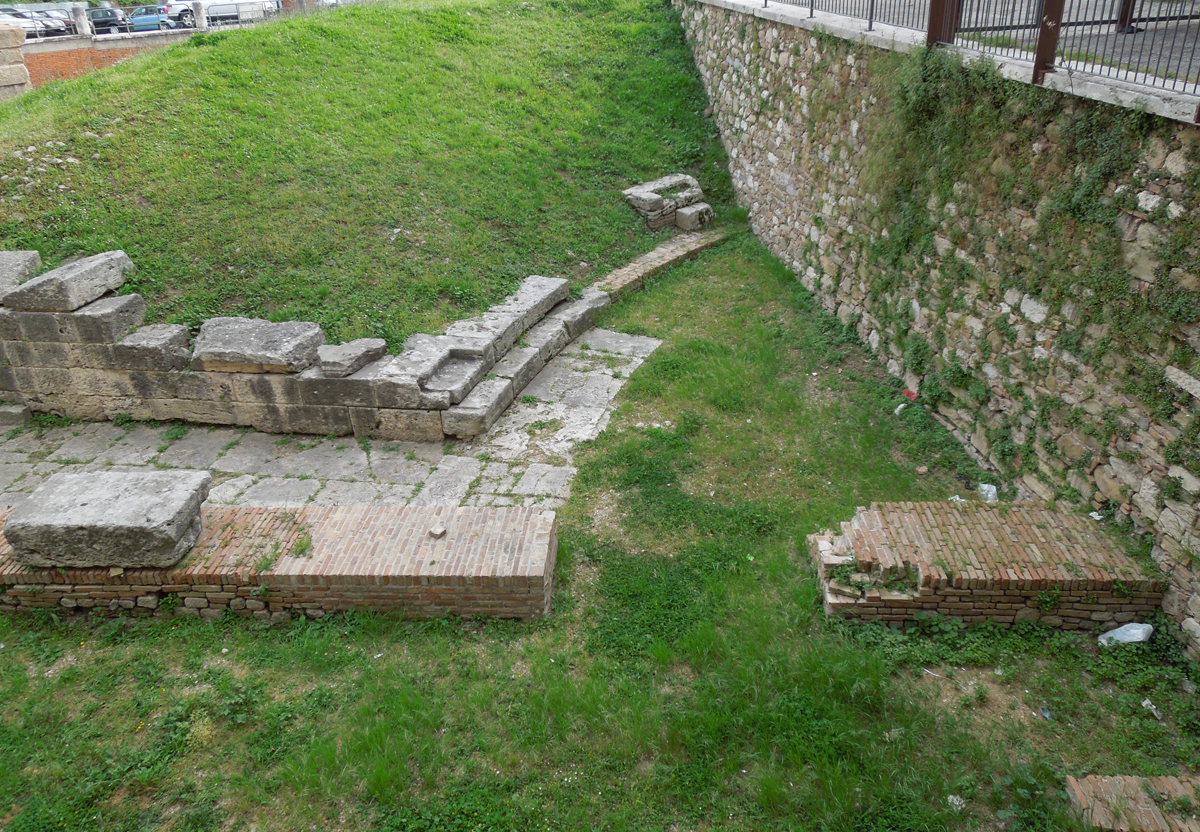
Porzione dell'orchestra
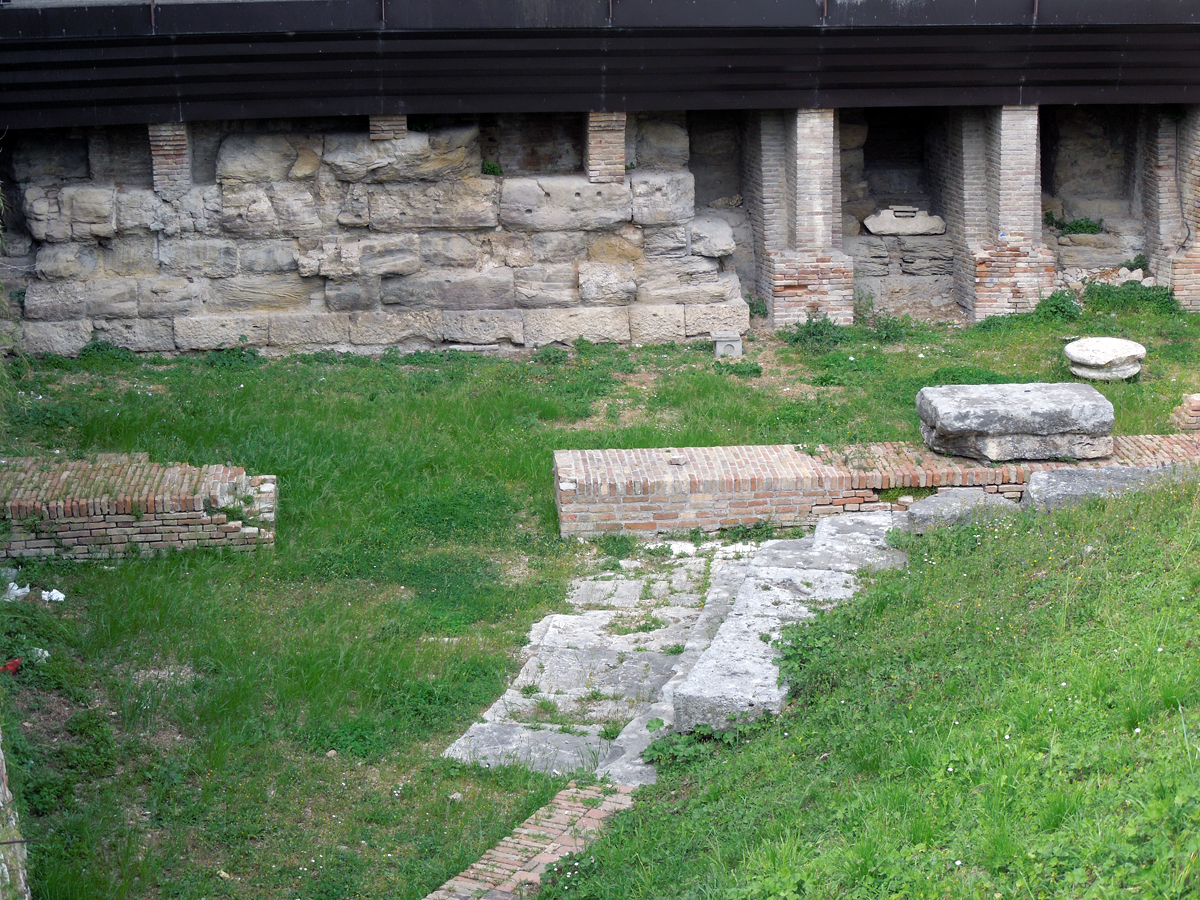
Resti della scena
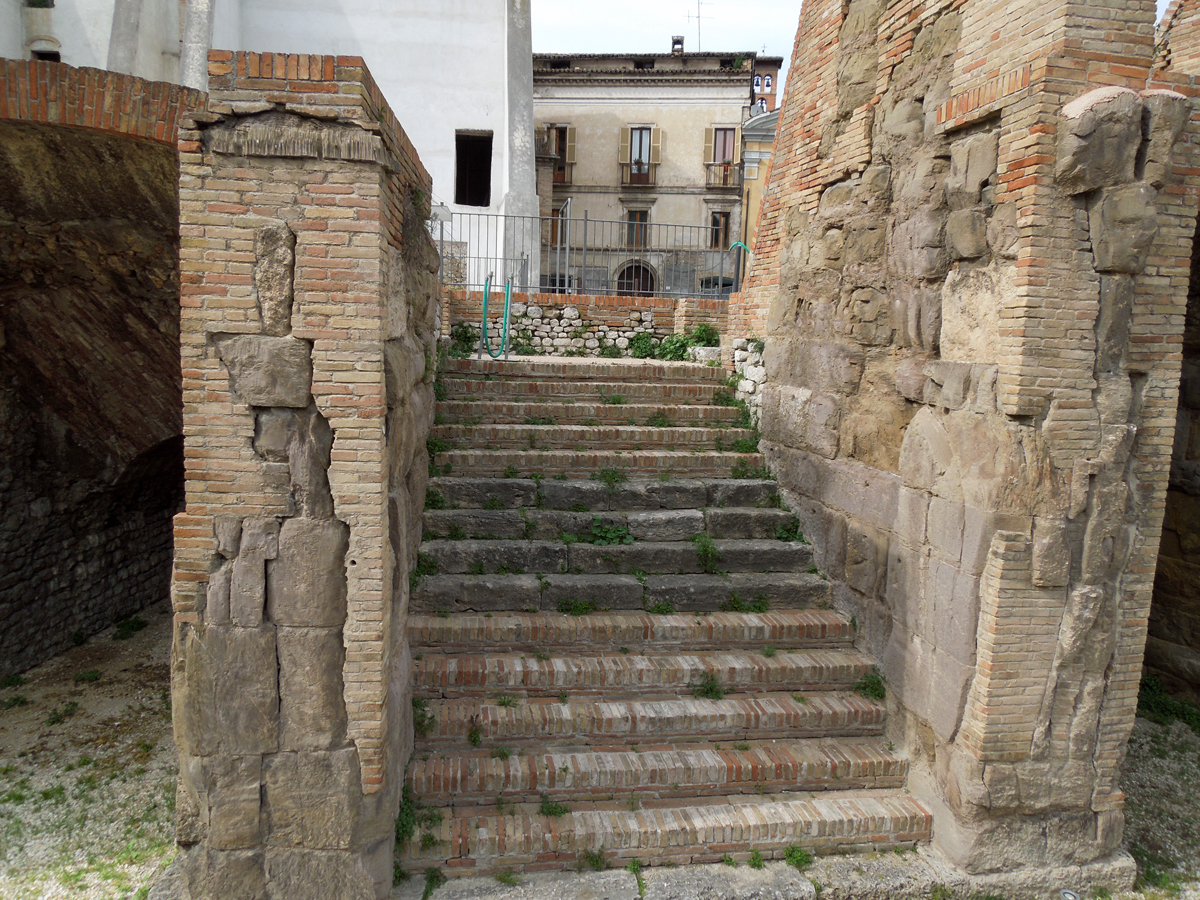
Vomitorium
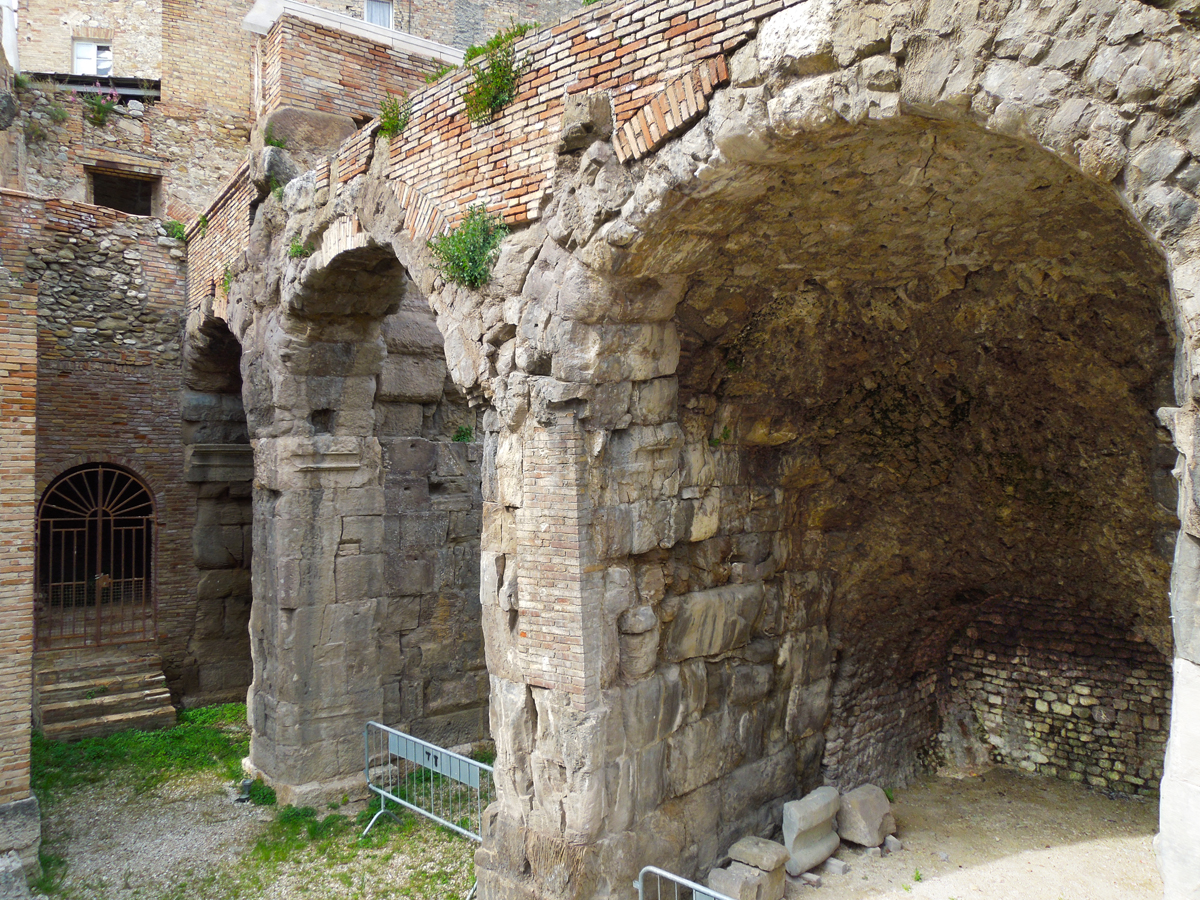
Volta in opera cementizia